# Banksia brownii
Banksia brownii är en tvåhjärtbladig växtart som beskrevs av William Baxter och Robert Brown. Banksia brownii ingår i släktet Banksia och familjen Proteaceae. Inga underarter finns listade i Catalogue of Life.